# Manu (Induismo)

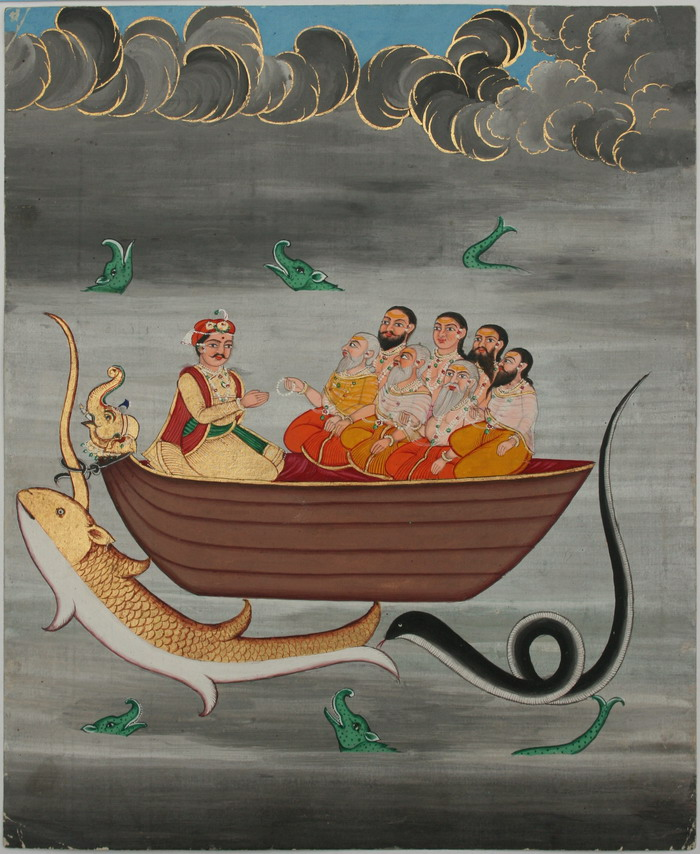
Manu salvato da Matsya durante il Diluvio.

Manu è il primo uomo nella mitologia induista, legato ai racconti dedicati al diluvio universale. La figura di Manu è comparabile a quella di Adamo nelle religioni abramitiche.

## Il mito
Il mito di Manu è raccontato nel Mahābhārata e nei Purāṇa che, assieme al Rāmāyaṇa, costituiscono la base della letteratura mitologica dell'induismo, un'area culturale e religiosa che si sviluppò sulle rive dei fiumi Indo e Gange. Nei testi si racconta di Manu, che incontra il pesce mitico Matsya, avatar di Visnù, nell'acqua che gli era stata portata per lavarsi. Esso gli promette di salvarlo se egli, a sua volta, lo salverà. Manu conserva il pesce in un vaso, poi lo porta al mare. Si costruisce un battello e, nell'anno predetto dal pesce, avviene il diluvio. Il pesce nuota verso il battello di Manu e aggancia il suo corno all'imbarcazione conducendola fino alla montagna del nord. Manu è l'unico essere umano sopravvissuto. Pratica l'ascesi e compie un sacrificio dal quale, dopo un anno, nasce una femmina, e da lei egli procrea la sua posterità, ovvero tutti gli uomini e le donne.
Secondo i Purāṇa, ogni kalpa (ciclo cosmico) consiste di quattordici Manvantara (ere), e ogni Manvantara è guidato da un diverso Manu. Si afferma in questi testi che l'universo attuale sia governato dal 7° Manu chiamato Vaivasvata, in quanto figlio di Vivasvana, un epiteto del dio solare Sūrya, ma conosciuto anche come Sraddhadeva o Satyavrata Manu.

## Nomi di Manu nel presente ciclo cosmico
I nomi di Manu nel presente kalpa sono riportati da diversi Purana. I nomi dei primi otto sono gli stessi nei vari testi, mentre i nomi dei successivi differiscono. Quelli riportati sono contenuti nel Bhagavata Purana
1. Swayambhuva Manu, figlio di Brahma
2. Swarochisha Manu, figlio di Agni
3. Uttama Manu, figlio di Priyavrata, a sua volta figlio di Swayambhuva Manu[6]
4. Tapasa Manu, figlio di Priyavrata
5. Raivata Manu, figlio di Priyavrata
6. Cakśuśa Manu, figlio di Cakśu
7. Vaivasvata Manu, il presente Manu, figlio di Surya e Saranyu
8. Savarni Manu, il prossimo Manu, figlio di Surya e Chhaya
9. Daksha Savarni Manu, figlio di Varuna
10. Brahma Savarni Manu, figlio di Upsaloka
11. Dharma Savarni Manu
12. Rudra Savarni Manu
13. Deva Savarni Manu
14. Indra Savarni Manu